# A-7 (Spanje)
De A-7 of Autovía del Mediterráneo (Catalaans en Valenciaans:Autovia del Mediterrani) is een Spaanse autoweg (autovía) langs de Middellandse Zee-kust. De weg loopt van Barcelona in het noorden via Valencia en Almería naar Algeciras in het zuiden en is 1.330 kilometer lang. De snelweg langs de Midellandse Zee is de op één na langste snelweg van het land.
De A-7 volgt het traject van de oude nationale weg N-340. De A-7 is dan door de vele aansluitingen bedoeld voor lokaal verkeer terwijl de AP-7 bedoeld is voor transitverkeer.
Anno 2011 zijn veel delen van de noordelijke A7 tussen de Franse grens en Valencia nog in aanbouw of in planning. Wanneer de weg definitief gereed is blijft vooralsnog onduidelijk.

## Traject
Het traject van de A-7 begint in de voorsteden van Barcelona bij Pallejà als zijtak van de A-2. Het eerste gedeelte gaat door bergachtig gebied en kent een aantal tunnels. Ter hoogte van Vallirana eindigt de autoweg tijdelijk, het verkeer moet vanaf hier over de N-340, die grotendeels vierstrooks is maar veelal met gelijkvloerse kruisingen. Momenteel werkt men aan een verlenging van de autoweg tot aan Ordal
Tussen Vallirana en de stad Tarragona ontbreekt een lang deel van de snelweg. De A-7 gaat ten westen van Tarragona als de rondweg van de stad. Tot aan Miami Platja loopt de A-7 parallel aan de tolweg AP-7, daarna volgt een onderbreking van circa 160 kilometer.
Ten zuiden van Castelló de la Plana vervolgt de A-7 zich weer richting de stad Valencia. De weg gaat met een ruime boog om Valencia en komt langs een aantal voorsteden zoals Paterna en Torrent. Vanaf Silla verlaat de A-7 het kustgebied en gaat meer landinwaarts.
Ter hoogte van Xàtiva bereikt de A-7 een zeer bergachtig gebied. Hier is de autoweg lang onderbroken geweest. Sinds april 2011 is de weg tussen Xàtiva, Albaida en Alcoy gereed.
In Andalucie kwam het laatste deel gereed op 7 oktober 2015, tussen Carchuna en Castell de Ferro. Men kan nu dus vanaf Xativa tot aan Cadiz. onafgebroken gebruikmaken van de Autovia A7. Men passeert de steden Alicante, Murcia, Almeria, Motril, Málaga en Marbella.
- Lijst van belangrijke wegen in Catalonië

Autopistas:
AP-1
· AP-2 
· AP-4
· AP-6
· AP-7
· AP-8
· AP-9
· AP-15
· AP-36
· AP-37
· AP-41
· AP-46
· AP-51
· AP-53
· AP-61
· AP-66
· AP-68
· AP-69
· AP-71
· R-1
· R-2
· R-3
· R-4
· R-5

Autovías:
A-1
· A-2
· A-3
· A-4
· A-5
· A-6
· A-7
· A-8
· A-10
· A-11
· A-12
· A-13
· A-14
· A-15
· A-16
· A-19
· A-21
· A-22
· A-23
· A-24
· A-26
· A-27
· A-28
· A-30
· A-31
· A-32
· A-33
· A-34
· A-35
· A-38
· A-40
· A-41
· A-42
· A-43
· A-44
· A-45
· A-48
· A-49
· A-50
· A-52
· A-54
· A-55
· A-56
· A-57
· A-58
· A-59
· A-60
· A-62
· A-63
· A-64
· A-65
· A-66
· A-67
· A-68 
· A-70
· A-72
· A-73
· A-74
· A-75
· A-76
· A-77
· A-80
· A-81
· A-83
· A-91

Regionale Autovías:
· A-92
· A-92G
· A-92M
· A-92N
· A-316
· A-318
· A-334
· A-357
· A-376
· A-381
· A-382
· A-383
· ARA-A1
· ARA-A2
· ARA-A3
· AS-I
· AS-II
· AS-III
· BI-631
· BI-636
· BI-637
· GI-131
· A-636
· CM-10
· CM-40
· CM-41
· CM-42
· CM-43
· CM-44
· CM-45
· A-231
· A-601
· CL-631
· C-13
· C-14
· C-15
· C-16
· C-17
· C-25
· C-31
· C-32
· C-33
· C-35
· C-58
· C-60
· C-65
· EX-A1
· EX-A2
· EX-A3
· EX-A4
· EX-C1
· AG-11
· AG-22
· AG-41
· AG-53
· AG-54
· AG-55
· AG-56
· AG-57
· AG-58
· AG-59
· AG-64
· M-45
· M-406
· M-407
· M-409
· M-501
· M-506
· M-607
· RM-1
· RM-2
· RM-3
· RM-11
· RM-15
· RM-16
· RM-17
· RM-23
· CV-10
· CV-30
· CV-31
· CV-35
· CV-36
· CV-60
· CV-80
· GC-1
· GC-2
· GC-3
· GC-4
· LZ-3
· TF-1
· TF-2
· TF-4
· TF-5
· Ma-1
· Ma-13
· Ma-19
· Ma-20

Stedelijke Autovías
· AC-10
· AC-11
· AC-12
· AC-14
· AI-12
· AI-81
· AI-82
· AL-12
· AL-14
· AV-20
· BA-11
· BA-20      
· B-10
· B-20 
· B-21      
· B-22 
· B-23    
· B-24
· B-30   
· B-40 
· BU-11 
· BU-30 
· CC-11      
· CC-21  
· CC-23 
· CA-31    
· CA-32   
· CA-33   
· CA-34 
· CA-35 
· CA-36 
· CO-31 
· CO-32 
· CT-31   
· CT-32   
· CT-33    
· CT-34        
· CS-22 
· CO-31
· CO-32
· CU-11
· EL-20
· EL-28
· FE-11
· FE-12 
· FE-13
· FE-14
· GJ-10
· GJ-20
· GJ-81
· GR-12
· GR-14
· GR-16
· GR-30
· GR-43
· H-30
· H-31
· JA-12
· JA-14
· LE-12
· LE-20
· LE-30
· LL-11
· LL-12
· LO-20
· LU-11
· M-11
· M-12
· M-13
· M-14
· M-21
· M-22
· M-23
· M-30
· M-31
· M-40
· M-50
· MA-20
· MA-21
· MA-22
· MA-23
· MA-24
· MA-40
· MU-30
· MU-31
· O-11
· O-12
· O-14
· OU-11
· P-11
· PO-10
· PO-11
· PO-12
· PU-11
· SA-11
· SA-20
· S-10
· S-20
· S-30
· SC-11
· SC-12
· SC-20
· SC-21
· SG-20
· SE-20
· SE-30
· SE-40
· SE-50
· SO-20
· T-11
· TO-20
· TO-21
· TO-22
· TO-23
· VA-11
· VA-12
· VA-20
· VA-30
· V-11
· V-15
· V-21
· V-23
· V-30
· V-31
· VG-20
· ZA-11
· ZA-12
· ZA-13
· ZA-30
· Z-30
· Z-32
· Z-40